# Arabische meeszanger
De Arabische meeszanger (Curruca buryi synoniem: Sylvia buryi) is een zangvogel uit de familie Sylviidae (graszangers).

## Verspreiding en leefgebied
Deze soort komt voor in het hoogland van Zuidwest-Arabië.

## Status
De grootte van de populatie is in 2010 geschat op 10.000-20.000 volwassen vogels. Het verspreidingsgebied is beperkt en aangenomen wordt dat de soort achteruitgaat door habitatverlies. Op de Rode lijst van de IUCN heeft deze soort daarom de status gevoelig.